# بيلي جو طوماس
بيلي جو طوماس (بالإنجليزية: B. J. Thomas)‏ (و. 1942 – م) هو مغني، وموسيقي، وكاتب سير ذاتية، وممثل، من الولايات المتحدة الأمريكية، ولد في هوغو.

## وصلات خارجية
- بيلي جو طوماس على موقع IMDb (الإنجليزية)
- بيلي جو طوماس على موقع ميوزك برينز (الإنجليزية)
- بيلي جو طوماس على موقع إن إن دي بي (الإنجليزية)
- بيلي جو طوماس على موقع أول ميوزيك (الإنجليزية)
- بيلي جو طوماس على موقع ديسكوغز (الإنجليزية)
- بيلي جو طوماس على موقع قاعدة بيانات الفيلم (الإنجليزية)